# Morti nel 1643
| Questa pagina contiene informazioni ricavate automaticamente dalle voci biografiche con l'ausilio del template Bio e di un bot. L'aggiornamento è periodico e automatico e ricostruisce completamente la pagina. Se manca una persona in questa lista, sei pregato di non aggiungerla, ma accertati piuttosto che la sua voce biografica contenga il template Bio e che i dati anagrafici siano correttamente compilati. Se il template Bio manca, inseriscilo tu stesso o, in alternativa, metti l'avviso {{tmp\|Bio}} che ne segnala la mancanza. Se i dati riportati sono sbagliati, correggi direttamente la voce biografica; le modifiche saranno visibili in questa lista entro pochi giorni. Per chiarimenti vedi il progetto biografie. La lista contiene solo le 90 persone che sono citate nell'enciclopedia e per le quali è stato implementato correttamente il template Bio. Pagina aggiornata al 26 giu 2025. |

## Gennaio(4)
- 3 gennaio - Rodrigo da Cunha, arcivescovo cattolico, politico e storico portoghese (n. 1577)
- 5 gennaio - Juan Bautista Comes, compositore spagnolo (n. 1582)
- 8 gennaio - Giovanni Camillo Glorioso, matematico e astronomo italiano (n. 1572)
- 16 gennaio - Secondo Lancellotti, scrittore e religioso italiano (n. 1583)

## Febbraio(6)
- 4 febbraio - Pietro Campori, cardinale e vescovo cattolico italiano (n. 1553)
- 7 febbraio - Mikołaj Szyszkowski, politico (n. 1590)
- 8 febbraio - Sidney Godolphin, poeta e politico britannico (n. 1610)
- 11 febbraio - Anna Maria del Palatinato-Neuburg, nobile tedesca (n. 1575)
- 15 febbraio - Giuliana di Nassau-Dillenburg, nobildonna tedesca (n. 1587)
- 25 febbraio - Marco da Gagliano, compositore e religioso italiano (n. 1582)

## Marzo(5)
- 1º marzo - Girolamo Frescobaldi, compositore, organista e clavicembalista italiano (n. 1583)
- 3 marzo - Sigismondo Coccapani, pittore e architetto italiano (n. 1583)
- 19 marzo - Spencer Compton, II conte di Northampton, ufficiale e politico inglese (n. 1601)
- 20 marzo - Johann Kirchmann, filologo, storico e pedagogo tedesco (n. 1575)
- 29 marzo - Leonardo Duardo, religioso italiano (n. 1566)

## Aprile(7)
- 3 aprile - Bartolomeo Picchiatti, architetto e ingegnere italiano (n. 1571)
- 4 aprile - Simon Episcopius, teologo olandese (n. 1583)
- 8 aprile - William Feilding, I conte di Denbigh, politico e ufficiale inglese (n. 1587)
- 9 aprile - Benedetto Castelli, monaco cristiano, matematico e fisico italiano (n. 1578)
- 13 aprile - Margherita Farnese, nobile italiano (n. 1567)
- 20 aprile - Christoph Demantius, compositore, teorico della musica e poeta tedesco (n. 1567)
- 28 aprile - Filippo III d'Assia-Butzbach, nobile tedesco (n. 1581)

## Maggio(5)
- 4 maggio - Adam de Coster, pittore fiammingo (n. 1586)
- 14 maggio - Luigi XIII di Francia, re (n. 1601)
- 17 maggio - Giovanni Picchi, compositore, organista e liutista italiano
- 29 maggio - Bernardino Radi, architetto, scultore e incisore italiano (n. 1581)
- 30 maggio - Cornelio Frangipane il Giovane, giurista, astrologo e poeta italiano (n. 1553)

## Giugno(3)
- 6 giugno - Pietro Francesco Montorio, vescovo cattolico e diplomatico italiano (n. 1556)
- 18 giugno - John Hampden, politico britannico (n. 1594)
- 20 giugno - Caterina Scappi, filantropa maltese

## Luglio(2)
- 18 luglio - François Duquesnoy, scultore fiammingo (n. 1597)
- 20 luglio - Francesco Gonzaga, militare italiano (n. 1593)

## Agosto(6)
- 7 agosto - Hendrik Brouwer, esploratore e ammiraglio olandese (n. 1581)
- 7 agosto - Margherita di Brunswick-Lüneburg, principessa (n. 1573)
- 11 agosto - Giuseppe Ripamonti, presbitero e storico italiano (n. 1573)
- 15 agosto - Hans Jordaens III, pittore e disegnatore fiammingo
- 22 agosto - Philippe de Carteret II, nobile britannico (n. 1584)
- 22 agosto - Johann Georg Wirsung, medico, anatomista e chirurgo tedesco (n. 1589)

## Settembre(5)
- 8 settembre - Giovanni Ciampoli, presbitero, poeta e umanista italiano (n. 1589)
- 15 settembre - Richard Boyle, I conte di Cork, nobile britannico (n. 1566)
- 20 settembre - Robert Dormer, I conte di Carnarvon, militare inglese (n. 1610)
- 20 settembre - Henry Spencer, I conte di Sunderland, militare inglese (n. 1620)
- 21 settembre - Huang Taiji, politico e condottiero cinese (n. 1592)

## Ottobre(2)
- 23 ottobre - Pietro Corsetto, vescovo cattolico italiano
- 26 ottobre - Kasuga no Tsubone, nobile e politica giapponese (n. 1579)

## Novembre(9)
- 3 novembre - Paolo Guldino, matematico e astronomo svizzero (n. 1577)
- 6 novembre - Abraham Azulai, rabbino e religioso marocchino (n. 1570)
- 9 novembre - Anthony Grey, IX conte di Kent, nobile e politico inglese (n. 1557)
- 14 novembre - Henry Hastings, V conte di Huntingdon, nobile inglese (n. 1586)
- 15 novembre - Tachibana Muneshige, militare giapponese (n. 1567)
- 23 novembre - Clemente Gera, vescovo cattolico italiano
- 29 novembre - Tobias Adami, filosofo tedesco (n. 1581)
- 29 novembre - William Cartwright, drammaturgo inglese (n. 1611)
- 29 novembre - Claudio Monteverdi, compositore italiano (n. 1567)

## Dicembre(7)
- 1º dicembre - Johann Christoph von Liechtenstein-Kastelkorn, vescovo cattolico austriaco (n. 1591)
- 7 dicembre - Annella di Massimo, pittrice italiana (n. 1602)
- 8 dicembre - John Pym, politico inglese (n. 1584)
- 11 dicembre - Herman Wrangel, nobile e generale svedese
- 21 dicembre - Armand d'Athos, militare e agente segreto francese (n. 1615)
- 30 dicembre - Giovanni Baglione, pittore italiano
- 31 dicembre - Ottaviano Raggi, cardinale e vescovo cattolico italiano (n. 1592)

## Senza giorno specificato(29)
- Sebastiano Andreantonelli, presbitero e storico italiano (n. 1594)
- Benadduce Benadduci, magistrato italiano (n. 1601)
- Gasparo Berti, matematico, fisico e astronomo italiano (n. 1600)
- Abraham Bosschaert, pittore olandese (n. 1612)
- Sophie Brahe, astronoma e scienziata danese
- Cornelis Jacobsz Delff, pittore olandese (n. 1571)
- Giovanni Stefano Doria, doge (n. 1578)
- Jean Duvergier de Hauranne, teologo francese (n. 1581)
- Ottavio Farnese, italiano (n. 1598)
- Orazio Ferraro, pittore italiano (n. 1561)
- Lucas Franchoijs il Vecchio, pittore fiammingo (n. 1574)
- Agostino Gallarati, medico e fisico italiano (n. 1568)
- Frans de Grebber, pittore olandese (n. 1573)
- Pierre Hérigone, matematico e astronomo francese (n. 1580)
- Anne Hutchinson, teologa inglese (n. 1591)
- Paul Juvenel il Vecchio, pittore tedesco (n. 1579)
- Giuseppe Nuvolo, monaco cristiano e architetto italiano (n. 1570)
- Mícheál Ó Cléirigh, storico irlandese (n. 1590)
- Pedro de Oña, poeta cileno (n. 1570)
- Marten Pepijn, pittore fiammingo (n. 1575)
- Antonio Ricciulli, arcivescovo cattolico italiano (n. 1582)
- Simondio Salimbeni, pittore italiano (n. 1597)
- John Saris, navigatore e mercante britannico
- Fortunato Scacchi, religioso e teologo italiano (n. 1573)
- Francesco Silva, scultore svizzero (n. 1560)
- Vincenzo Tedeschi, scultore italiano
- Paulus Traudenius, politico e mercante olandese
- Ottavio Vannini, pittore italiano (n. 1585)
- Abraham Śladkowski, vescovo cattolico polacco (n. 1581)